# Barbara Goldsmith
Barbara Goldsmith (New York, 18 maggio 1931 – New York, 26 giugno 2016) è stata una scrittrice e saggista statunitense, impegnata in iniziative filantropiche.

## Biografia
Barbara Goldsmith ha ricevuto critiche ed elogi pubblici per i suoi libri, saggi, e articoli di successo, e per il suo impegno filantropico.
Le sono stati conferiti quattro dottorati honoris causa, e numerosi premi: elezione all'American Academy of Arts and Sciences, due Presidential Commission, e il New York State Council on the Arts; ha ricevuto onori dalla The New York Public Library Literary Lions e dalla Literacy Volunteers, dalla American Academy in Rome, da The Authors Guild, e dalla Guild Hall Academy of Arts for Lifetime Achievement. In 2009, ha ricevuto la Corece cavalleresca dell'Ordine al Merito della Repubblica di Polonia. A novembre 2008, Goldsmith è stata eletta “Living Landmark” ("punto di riferimento vivente") dalla New York Landmarks Conservancy.
Ha tre figli e sei nipoti. Il Financial Times ha dichiarato che "Goldsmith sta lasciando un'eredità — fatta di arte, letteratura, amicizia, famiglia e filantropia".

## Attività in enti o organismi
- The New York Public Library.  Nel consiglio di amministrazione dal 1987, la Goldsmith ha fatto parte dell'Executive Committee, del Nominating Committee, del Library Policy Committee, del Finance & Acquisitions Committee e altri.
- American Academy in Rome. Consigliere dal 1994. Ha fatto parte dell'Executive Committee e del Committee on Fine Arts.
- The Dorothy & Lewis B. Cullman Center for Scholars & Writers. Advisory Board fin dal suo inizio nel 1999.
- PEN (Poets, Essayist, Novelists) American Center. Consigliere, membro dei seguenti organi: Core Freedoms Committee, Executive Committee, Advisory Board, creatore del PEN/Barbara Goldsmith Freedom to Write Awards (PEN/Premi Barbara Goldsmith per la libertà di espressione).

## Opere

### Libri
- The Straw Man. 1975. Farrar, Straus & Giroux, New York. (ISBN 0-374-27090-2)
- Little Gloria...Happy At Last. 1980. Alfred A. Knopf, Inc., New York. (ISBN 0-394-42836-6)
- Johnson v. Johnson. 1987. Alfred A. Knopf, Inc., New York. (ISBN 0-394-56043-4)
- Other Powers: The Age of Suffrage, Spiritualism and the Scandalous Victoria Woodhull. 1998. Alfred A. Knopf, Inc., New York.(ISBN 0-394-55536-8)
- Obsessive Genius: The Inner World of Marie Curie. 2005. W.W. Norton & Company, Inc., New York. (ISBN 0-393-05137-4)

### Articoli scelti e saggi
- La Dolce Viva, New York Magazine, aprile 1968
- How Henry (Geldzahler) Made 43 Artists Immortal, New York Magazine, 1974
- Comment on Culture, Harper's Bazaar (numero speciale su arti e letteratura con l'artista James Rosenquist), curatrice e autrice, gennaio 1969
- The Meaning of Celebrity, New York Times, 4 dicembre 1983
- Women on the Edge: The Streetwalker's Life, The New Yorker, 26 aprile 1993

### Scelta di profili dell'autrice
- A Testament of Riches Shared, di Pamela Ryckman. Financial Times, 28 settembre 2007. (disponibile online a questo indirizzo
- Saving Books From the Paper They're Printed On, di Eleanor Blau. New York Times, 27 novembre 1994
- New York Social Diary: Intervista a Barbara Goldsmith, di David Patrick Columbia, disponibile online
- Aspen Magazine. Profilo dell'autore: “Leading the Way,” di Daniel Shaw. Estate 2005